# المونت-ل-جونیز
المونت-ل-جونیز (به فرانسوی: Almont-les-Junies) یک کمون در فرانسه است که در Canton of Decazeville واقع شده‌است.

## خصوصیات
المونت-ل-جونیز ۲۳٫۷۵ کیلومترمربع مساحت و ۴۹۰ نفر جمعیت دارد و ۴۷۰ متر بالاتر از سطح دریا واقع شده‌است.